# Retreat Bluffs
Die Retreat Bluffs sind durch schmale Eiszungen in drei Sektionen unterteilte und rund 100 m hohe Felsenkliffs auf King George Island im Archipel der Südlichen Shetlandinseln. Sie ragen vor dem Stwosz-Eisfall am Kopfende der Legru Bay auf.
Das UK Antarctic Place-Names Committee benannte sie 1998. Namensgebend ist der Umstand, dass die Kliffs erst infolge des Rückzugs (englisch retreat) des Stwosz-Eisfalls zutage traten.